# あっぱれ婦人会
あっぱれ婦人会（あっぱれふじんかい）は、ソニー・ミュージックアーティスツ（SMA HEET Project）に所属した日本のお笑いトリオ。2024年1月、解散。

## メンバー
木下 あや（きのした あや、1975年9月5日 - ）（49歳）
ネタ作り担当、コンビ時代の立ち位置は向かって左。
- 本名は、木下 綾子（きのした あやこ）。千葉県出身。和光大学芸術学科卒業。弟がいる。
- 身長150 cm、体重48 kg。血液型O型。
- 趣味は散歩、知らない人に話しかけること。特技はバスケットボール、日本舞踊、舞台の大道具のロープワーク。
- 元々は舞台を中心に活動する女優で、東京芸術座を拠点としていたが旅公演では大道具係や音響係などしかやらせてもらえなかった。10年ほど経った頃には裏方の仕事も無くなったことから、劇団を辞め劇団時代の先輩と2人芝居の舞台を開始。その中で演じていたコメディーの台本の評判が良かったことから、お笑いの世界も覗いてみようと思い立ち芸人の道へ進むこととなる。
- 2016年10月から男女コンビ「うさぎびーんず」として活動していたが、2017年8月27日に解散。以後、現在のコンビを結成するまではピン芸人で活動。
- 配偶者がいた頃は「くどうあやこ」の芸名で活動していたが、2018年に離婚。それに伴い、芸名を変更。名字を旧姓の「木下」にし、ネットの姓名判断では「こ」を抜いた名前の方がより良い画数であったことから、名前を「あやこ」から「あや」に変えた。
- 解散後は、芸名を『とんでもあや』に改名してピン芸人に転向。

天野 裕加里（あまの ゆかり、1981年10月30日 - ）（43歳）
コンビ時代の立ち位置は向かって右。
- 東京都出身。宝仙学園高等学校卒業。
- 身長162 cm、体重56 kg。血液型A型。
- 趣味は土鍋料理、毛抜きを使っての毛抜き。特技はシャンソン歌唱、朗読。
- 22歳から28歳まで女優として活動。28歳の時にワタナベコメディスクールの女性タレントコースを受験した際、女優志望として面接を受けた時に「君に凄く合っているものがある」と誘われて芸人コースに入り、同スクールに11期生（2009年10月）として入学。ここで出会った同期生と女性コンビ「お月みん!」を結成、2012年2月にはスクールの同期がもう1人加入して女性トリオ「メイプルタウン」となる。メイプルタウンは2013年3月解散。
- 同じSMAに所属するやす子の“母”を自称。
- 2024年4月24日、同じSMAに所属する芸人の「ちゃんともtea」とコンビ『純喫茶・ウバ』を結成したことを発表。同年12月27日、純喫茶・ウバは同年内で解散することを発表。
- 2025年6月14日、同じSMAに所属する芸人の南見奈美（みなみ なみ、元「キャピツボ」）とコンビ『南天』を結成したことを発表。

モコちゃん（1965年10月12日 - ）（59歳）
- 本名は、橋本 智子。茨城県水戸市出身。身長158cm。かつてはノーリーズンに所属していた。
- 太田プロエンタテイメント学院4期生（2012年4月入学、2013年3月卒業）出身。これまでに芸名表記は「橋本モコ」→「モコ橋本」→「もこちゃん」→「モコちゃん」と変遷。
- これまでにバネッサとのコンビ『もこちゃんとバネッサ』、滝多津子とのコンビ『タツコ・トモコ』でも活動。2023年1月からは十天童子ドキ彦との男女コンビ『ドキ彦とモコ』で活動。あっぱれ婦人会加入後もドキ彦とモコの活動も並行して続けていた。あっぱれ婦人会解散直後の2024年2月にドキ彦とモコはラフィーネプロモーション所属となる。2024年のM-1グランプリでは孫とのコンビ『ウーパールーパーとなまけもの』で出場し、ナイスアマチュア賞を獲得。
- 2025年4月30日に、ドキ彦とモコは解散。ドキ彦は芸人を引退、モコちゃんはラフィーネプロモーションを退所し、フリーで芸人活動を続行。
- 特技はタップダンス。中野ブラザーズに20歳より師事していた。ソフトテニスで中学時代とインカレ時代に優勝したことがある。
- あっぱれ婦人会加入前の主なテレビ出演は、有田ジェネレーション（TBS）、うらかみひとえ（テレビ朝日）、15ビョーーーン（テレビ東京）、内村のツボる動画（テレビ東京）など。

## 来歴
出会いは東京都健康プラザハイジア地下1階にある劇場「V-1スタジオ」での共演で、その時は同じフロア内のトイレで会って挨拶をしただけだった。約1年後、コンビを解散した天野がふと木下のことを思い出し検索してみたところ、木下もコンビを解散していたことを知った。天野がその日のうちに「もしよかったら、お試しで3か月間だけ」と木下を誘い、木下の劇団の先輩を入れて試しに3人芝居をやったところ手応えを感じ、木下と天野の2人で結成した。
結成当初のコンビ名は「大正ロマネチカ」。日本風を狙ったコンビ名であり、「こういうコンビ名にしたら東京オリンピック関連の仕事が来るかもしれない」と思って名付けたが周囲からは大不評だった。放送作家から「大正ネタがあるわけでもないし。“なんとか婦人会”でいいんじゃないか」とアドバイスされ、その時に天野が自分の感覚で「あっぱれ婦人会」という名前を提案してそのまま採用された。
第15回SMAホープ大賞 決勝戦では審査員特別賞を受賞。
2023年10月、モコちゃんが加入しトリオになる。
2024年1月19日、解散を発表。木下、天野がそれぞれ自身のX（旧Twitter）で報告した。同年1月23日の『あっぱれ婦人会のトーク向上ライブ』（トークライブ、びーちぶ）、翌24日の『女子開』（ネタ、高円寺北区民集会所第1・2集会室）が最後のライブとなった。

## 芸風
主に漫才。互いが何か発言するたびに、その発言内容を踏まえた駄洒落を用いたフレーズを連発する。その際に椅子を担ぎ上げたり四股を踏んだりするなど激しい動きをすることもあり、2022年1月1日（2021年12月31日深夜）放送のバラエティ番組『おもしろ荘2022』（日本テレビ）に出演するに当たり、その芸風が「アラフォー美女コンビの体当たり芸」と称された。木下が右手、天野が左手を高く上げて「わー!」と叫ぶ定番のくだりがあり、出演するライブのタイトルにも「わー!」というフレーズが使われることがある。
ネタの中で使う「びっくりビビンバ」というフレーズは、木下の元相方であるピン芸人・下條コバルトのギャグを勝手に使用していたが、2022年2月14日放送の『月曜から夜ふかし』（日本テレビ）内で正式に譲渡された。
新道竜巳（馬鹿よ貴方は）は、「ふざけ方の古さ、その古いノリが逆に新しい」「二人の年齢が武器になる漫才をしている」「実際のおばちゃんが素直に漫才をしている」「予測不能の漫才」などと評している。

## 賞レースでの戦績

### M-1グランプリ
| 年度   | 結果      | エントリー No. | 会場                   | 日程     |
| ------ | --------- | -------------- | ---------------------- | -------- |
| 2018年 | 2回戦進出 | 93             | 雷5656会館ときわホール | 10月8日  |
| 2019年 | 2回戦進出 | 135            | 雷5656会館ときわホール | 10月21日 |
| 2020年 | 2回戦進出 | 1075           | よしもと有楽町シアター | 10月31日 |
| 2021年 | 3回戦進出 | 1333           | よしもと有楽町シアター | 11月1日  |
| 2022年 | 2回戦進出 | 138            | 雷5656会館ときわホール | 10月12日 |
| 2023年 | 2回戦進出 | 200            | 雷5656会館ときわホール | 10月26日 |

### キングオブコント
| 年度   | 結果         | 会場                       | 日程    |
| ------ | ------------ | -------------------------- | ------- |
| 2018年 | 1回戦敗退    | シアターブラッツ           | 7月24日 |
| 2019年 | 1回戦敗退    | 六本木トリコロールシアター | 7月11日 |
| 2023年 | 準々決勝進出 |                            |         |

### その他
2021年　女芸人No.1決定戦THE W　準決勝進出。

## 出演

### テレビ
- 女神のマルシェ（日本テレビ）
- 冗談騎士（BSフジ）- 2019年12月4日・12月11日、2020年12月31日「年またぎスペシャル」
- ネタパレ（フジテレビ）- 2020年11月20日「バーチャルニュースターパレード」出演・MVP[39][40]、2021年1月1日（2020年12月31日深夜）「ニュースターグランドチャンピオン大会」出演[41]
- 上田ちゃんネル（テレ朝チャンネル１）- 2021年1月7日・1月21日「新春!!上田ちゃんネル ネタ祭り2021」[42]
- 有吉ジャポンII ジロジロ有吉（TBSテレビ）- 2021年3月27日「出現! ソニーを背負って立つ!? 新スター芸人」[43]
- そろそろ にちようチャップリン（テレビ東京） - 2021年5月22日・5月29日[44]、2021年11月27日・12月4日「女の闘いがここにある！THEハリセンボン杯」[45]
- ぐるナイおもしろ荘!（日本テレビ）- 2022年1月1日[46][47]
- ダウンタウンのガキの使いやあらへんで!（日本テレビ）- 2022年2月6日「山-1グランプリ」[48]
- グルメチキンレース・ゴチになります!（日本テレビ）- 2022年2月17日、2022年3月10日
- 突然ですが占ってもいいですか？（フジテレビ）-2023年1月30日[49]

### ウェブテレビ
- 笑ラウドネスGP（ABEMA、2021年7月18日）[50]
- 12秒グランプリPresented by MEGA BIG（ABEMA、2022年1月13日[51]）